# Saint-Jeoire-en-Faucigny
Saint-Jeoire-en-Faucigny és un comú francès al departament de l'Alta Savoia (regió d'Alvèrnia-Roine-Alps). L'any 2007 tenia 3.112 habitants.

## Toponímia
El topònim del comú és Saint-Jeoire segons el codi geogràfic oficial francès. Jeoire prové d'una adaptació del nom de Sant Jordi, Georgius.
L'ortografia de la ciutat fins al 1860, any en què el Ducat de Savoia es va unir a França, va ser Saint-Jeoire-en-Faucigny. El nom del comú s'associava amb el sintagma «Faucigny», del nom de la província de localització per distingir-la de Saint-Jeoire-Prieuré, a la Savoia ducal, dins del Ducat de Savoia.
En francoprovençal el nom del comú s'escriu San Zhouro, segons l'ortografia de Conflans.

## Demografia
El 2007 la població de fet de Saint-Jeoire era de 3.112 persones. Hi havia 1.136 famílies de les quals 292 eren unipersonals (166 homes vivint sols i 126 dones vivint soles), 268 parelles sense fills, 485 parelles amb fills i 91 famílies monoparentals amb fills.
La població ha evolucionat segons el següent gràfic:

La piràmide de població per edats i sexe el 2009 era:
| Homes | Edats   | Dones |
| ----- | ------- | ----- |
| 0     | 95 o +  | 0     |
| 4     | 90 a 94 | 8     |
| 0     | 85 a 89 | 12    |
| 12    | 80 a 84 | 16    |
| 24    | 75 a 79 | 32    |
| 44    | 70 a 74 | 36    |
| 48    | 65 a 69 | 44    |
| 36    | 60 a 64 | 68    |
| 68    | 55 a 59 | 56    |
| 100   | 50 a 54 | 88    |
| 108   | 45 a 49 | 84    |
| 100   | 40 a 44 | 72    |
| 96    | 35 a 39 | 112   |
| 156   | 30 a 34 | 152   |
| 76    | 25 a 29 | 116   |
| 80    | 20 a 24 | 84    |
| 121   | 15 a 19 | 72    |
| 108   | 10 a 14 | 96    |
| 136   | 5 a 9   | 96    |
| 108   | 0 a 4   | 80    |

## Habitatges
El 2007 hi havia 1.501 habitatges, 1.186 eren l'habitatge principal de la família, 215 eren segones residències i 100 estaven desocupats. 734 eren cases i 747 eren apartaments. Dels 1.186 habitatges principals, 758 estaven ocupats pels seus propietaris, 393 estaven llogats i ocupats pels llogaters i 35 estaven cedits a títol gratuït; 41 tenien una cambra, 129 en tenien dues, 274 en tenien tres, 344 en tenien quatre i 397 en tenien cinc o més. 865 habitatges disposaven pel capbaix d'una plaça de pàrquing. A 503 habitatges hi havia un automòbil i a 604 n'hi havia dos o més.

## Economia
El 2007 la població en edat de treballar era de 2.088 persones, 1.631 eren actives i 457 eren inactives. De les 1.631 persones actives 1.442 estaven ocupades (784 homes i 658 dones) i 188 estaven aturades (99 homes i 89 dones). De les 457 persones inactives 116 estaven jubilades, 163 estaven estudiant i 178 estaven classificades com a «altres inactius».

### Ingressos
El 2009 a Saint-Jeoire hi havia 1.242 unitats fiscals que integraven 3.219 persones, la mediana anual d'ingressos fiscals per persona era de 19.474 €.

### Activitats econòmiques
Dels 188 establiments que hi havia el 2007, 6 eren d'empreses extractives, 3 d'empreses alimentàries, 2 d'empreses de fabricació de material elèctric, 6 d'empreses de fabricació d'altres productes industrials, 35 d'empreses de construcció, 29 d'empreses de comerç i reparació d'automòbils, 8 d'empreses de transport, 17 d'empreses d'hostatgeria i restauració, 1 d'una empresa d'informació i comunicació, 4 d'empreses financeres, 8 d'empreses immobiliàries, 21 d'empreses de serveis, 35 d'entitats de l'administració pública i 13 d'empreses classificades com a «altres activitats de serveis».
Dels 60 establiments de servei als particulars que hi havia el 2009, 1 era una oficina d'administració d'Hisenda pública, 1 gendarmeria, 1 oficina de correu, 3 oficines bancàries, 6 tallers de reparació d'automòbils i de material agrícola, 2 autoescoles, 5 paletes, 4 guixaires pintors, 7 fusteries, 4 lampisteries, 8 electricistes, 4 perruqueries, 10 restaurants, 2 agències immobiliàries, 1 tintoreria i 1 saló de bellesa.
Dels 13 establiments comercials que hi havia el 2009, 1 era un hipermercat, 2 botigues de més de 120 m², 2 fleques, 2 carnisseries, 1 una peixateria, 2 botigues de roba, 1 una botiga de mobles, 1 una botiga de material de revestiment de parets i terra i 1 una perfumeria.
L'any 2000 a Saint-Jeoire hi havia 8 explotacions agrícoles.

## Equipaments sanitaris i escolars
El 2009 hi havia 1 farmàcia i 1 ambulància.
El 2009 hi havia 1 escola maternal i 2 escoles elementals. A Saint-Jeoire hi havia un col·legi d'educació secundària i un liceu tecnològic. Als col·legis d'educació secundària hi havia 702 alumnes i als liceus tecnològics 192.

## Poblacions properes
El següent diagrama mostra les poblacions més properes.